# دافي داك ومطاردو الخرافة
دافي داك ومطاردو الخرافة (بالإنجليزية: Daffy Duck's Quackbusters)‏ هو فيلم لوني تونز/ميري ميلوديز. بطولة دافي داك.

## طاقم التمثيل

### الدبلجة العربية
- حسان حمدان - دافي داك
- حسن مهدي - باغز باني
- شربل أيوب - بوركي بيغ
- جورج طويل - سلفستر، إلمر فاد
- رالين داغر - تويتي، النسر ذو الرأسين
- توفيق شهاب - هيوغو الرجل الثلجي البغيض، كبير خدم جي بي كيوبش
- سعد حمدان - جي بي كيوبش
- جمال حمدان - عدد خلايا الدم، المذيع
- جيهان الملا - ميليسا داك
- زياد منذر - تويتي المتحول

## أجزاء الفيلم المستخدمة
- The Night of the Living Duck
- Daffy Dilly
- The Prize Pest
- Water, Water Every Hare
- Hyde and Go Tweet
- Claws for Alarm
- The Duxorcist
- Transylvania 6-5000  [لغات أخرى]‏
- The Abominable Snow Rabbit
- Punch Trunk
- Jumpin' Jupiter

## وصلات خارجية
- دافي داك ومطاردو الخرافة على موقع IMDb (الإنجليزية)
- دافي داك ومطاردو الخرافة على موقع روتن توميتوز (الإنجليزية)
- دافي داك ومطاردو الخرافة على موقع نتفليكس (الإنجليزية)
- دافي داك ومطاردو الخرافة على موقع Turner Classic Movies (الإنجليزية)
- دافي داك ومطاردو الخرافة على موقع أول موفي (الإنجليزية)
- دافي داك ومطاردو الخرافة على موقع قاعدة بيانات الفيلم (الإنجليزية)
- دافي داك ومطاردو الخرافة على موقع ليتربوكسد (الإنجليزية)
- دافي داك ومطاردو الخرافة على موقع كينوبويسك (الروسية)